# Martin Käfer
Martin Käfer (* 10. November 1967) ist ein ehemaliger deutscher Fußballspieler.

## Karriere
Käfer kam 1992 vom FV Donaueschingen zum SC Freiburg. Der SC spielte in der 2. Bundesliga, die in dieser Saison das erste und einzige Mal in einer eingleisigen Staffel mit 24 Mannschaften spielte. Käfer gab beim 4:0-Sieg gegen Hannover 96 sein Debüt. Im gesamten Saisonverlauf hatte er elf Einsätze und war somit am Gewinn der Meisterschaft und dem Aufstieg in die Bundesliga, neben seinen Mitspielern, wie Torhüter Carsten Eisenmenger, Maximilian Heidenreich und Altin Rraklli beteiligt. Für Freiburg war es der erste Aufstieg in die Bundesliga. Der Verantwortliche an der Seitenlinie war im Aufstiegsjahr Volker Finke. Im folgenden Bundesligajahr absolvierte Käfer zwei Spiele unter Trainer Finke und Freiburg schaffte es mit Platz 15. den Klassenerhalt sicherzustellen.
Käfer zog im Sommer 1994 gemeinsam mit seinem Vereinskameraden Michael Pfahler weiter zum Stadtrivalen Freiburger FC, der nach dem Abstieg aus der Oberliga Baden-Württemberg seinerzeit in der fünftklassigen Verbandsliga Südbaden antrat. Dort spielte er noch mindestens zwei Spielzeiten unter anderem an der Seite von Christian Streich und Klemens Hartenbach, der erhoffte Wiederaufstieg in die Oberliga wurde jeweils als Tabellendritter verpasst. 2001 beendete er seine aktive Karriere beim FC Neustadt.